# Inondations de juillet 2021 en Europe
Les inondations de juillet 2021 en Europe affectent l'Europe de l'Ouest et plus particulièrement l'Allemagne, la Belgique, le Luxembourg et les Pays-Bas. Les 14 et 15 juillet 2021, les cours d'eau de plusieurs bassins fluviaux d'Europe de l'Ouest débordent, notamment l'Ahr en Rhénanie-du-Nord-Westphalie, provoquant une catastrophe naturelle. La crue est due à un niveau de précipitations record pour la saison. En Europe, il s'agit d'une des pires catastrophes naturelles du début du XXIe siècle en nombre de victimes.
Plus de deux cents personnes sont mortes dans ces inondations, qui ont également fait de nombreux disparus, et détruit des centaines de maisons ainsi que des infrastructures.

## Évolution météorologique

Boucle d'images satellite et radar du 8 au 15 juillet.

La circulation atmosphérique au-dessus de l'Europe est caractérisée par un blocage anticyclonique sur l’Europe du Nord et de l’Est depuis le début de l'été 2021. Celui-ci dévie le passage d'une série de gouttes froides, soit des dômes d'air froid et instable, plus au sud. Alors que les régions de la mer Baltique et de la Scandinavie connaissent un été très chaud et ensoleillé, l’Europe de l’Ouest connaît de fréquents passages pluvio-orageux.
La dépression coupée Bernd, nommée par l'université libre de Berlin le 10 juillet, s'est formée de cette manière sur l'Atlantique Nord à plusieurs centaines de kilomètres au sud-ouest de l'Islande. Elle s'est renforcée le 12 sur le Royaume-Uni et a traversé l'Europe de l'ouest les jours suivants. Le centre a atteint les Balkans le 17 juillet bien que la pluie l'ait précédé.
Le déplacement lent de ce système a favorisé des pluies abondantes prolongées en aspirant de l’air chaud et humide de Méditerranée et généré une vaste zone pluvieuse du Benelux vers l'Italie, affectant particulièrement l’Allemagne de l’Ouest. La pluie de ce système, donnant des accumulations de l'ordre de 100 à 200 mm sur un large territoire, s'ajoutait à des pluies antérieures. Par exemple, le 14 juillet il a été enregistré 154 mm de précipitations en seulement 24 heures à Cologne et 207 mm à Reifferscheid en neuf heures, selon la base de données européenne sur les phénomènes météorologiques violents,. La veille, il était tombé 88,3 mm à Hirschberg et 85,1 mm à Hof. Selon l’Organisation météorologique mondiale (OMM), il est tombé en deux jours l’équivalent de deux mois de précipitations.

## Conséquences

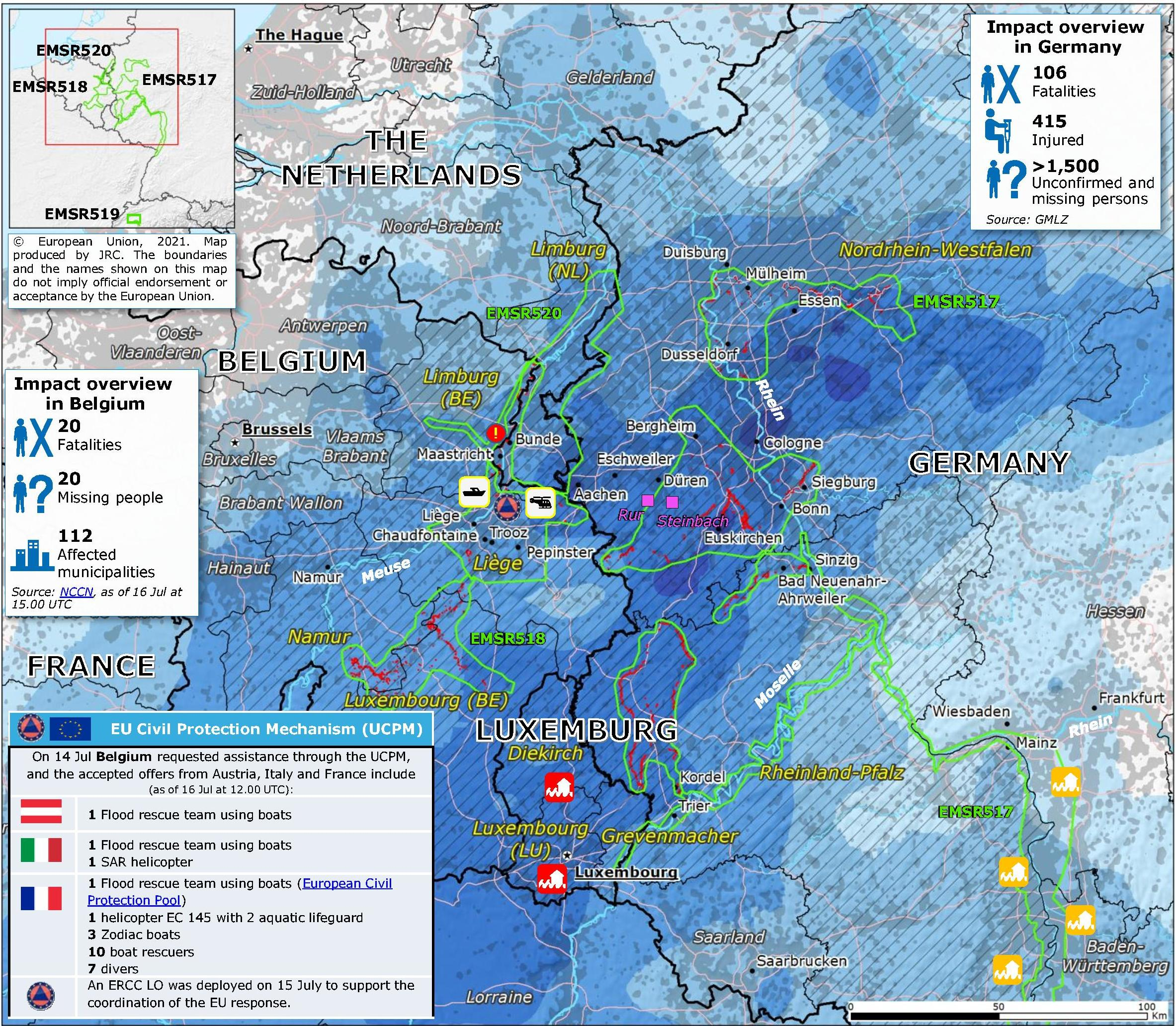
Carte des principales régions inondées selon le Centre de coordination de la réaction d'urgence (ERCC).
Pays touchés (en vert).

### Allemagne

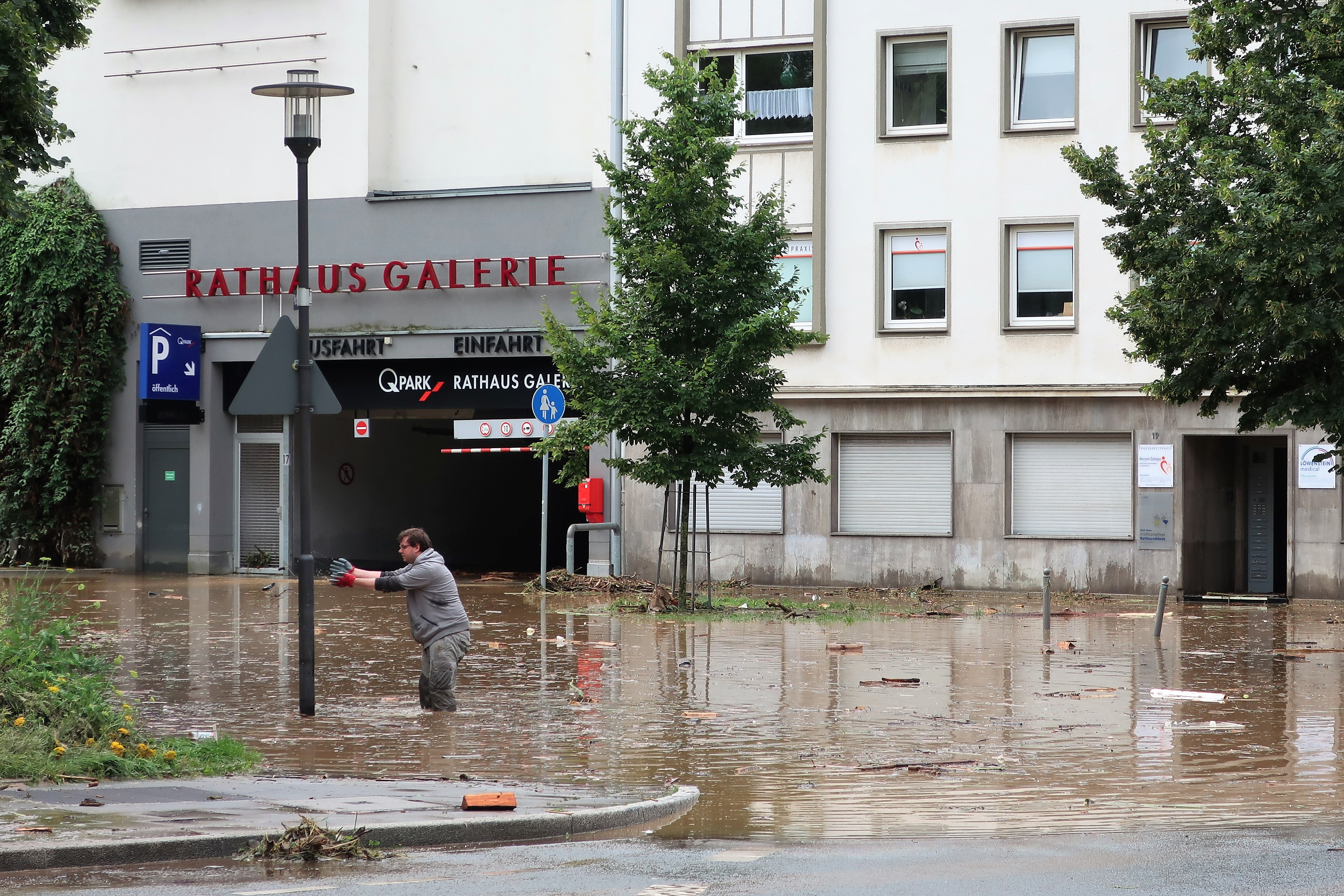
Inondation à Hagen, Allemagne.

Les inondations touchent principalement la Rhénanie-Palatinat et la Rhénanie-du-Nord-Westphalie, faisant 180 victimes, dont 136 en Rhénanie-Palatinat, une personne est portée disparue. Environ 200 000 foyers ont été privées d'électricité d'après le fournisseur Westnetz (de).
Ce sont surtout de petits cours d’eau qui sont sortis de leur lit, envahissant des dizaines de zones habitées construites sur des zones inondables. Par exemple, à Erftstadt, une portion du village s’est effondrée à la suite d'un glissement de terrain causé par l'effondrement de l'une des parois d'une gravière située juste en aval, faisant plusieurs dizaines de morts et de disparus,,,.
À Bad Neuenahr-Ahrweiler, plusieurs maisons se sont effondrées et 110 personnes sont mortes,. Les conduites de gaz et les lignes de téléphone sont inutilisables en de nombreux endroits, des centaines de personnes sont sans abri. Environ 700 habitants ont dû être évacués à Wassenberg, près de Cologne, à la suite de la rupture d'un barrage.
Près d’un millier de soldats ont été mobilisés pour les secours.
Ces inondations vont profondément influer sur les élections parlementaires toutes proches. Les sociaux-démocrates tout comme la CDU/CSU affirment respectivement devoir « tout faire pour arrêter le réchauffement climatique » et « accélérer les mesures de protection du climat ».

### Autriche
Le 17 juillet, une crue soudaine a balayé Hallein, une ville proche de la frontière allemande. Les secouristes des États de Salzbourg et du Tyrol ont été placés en état d'alerte élevée en cas d'inondation, et le chancelier Sebastian Kurz a tweeté que « les fortes pluies et les tempêtes causent malheureusement de graves dommages à plusieurs endroits en Autriche ». Un homme est mort à Saalbach-Hinterglemm lors des inondations.

### Belgique

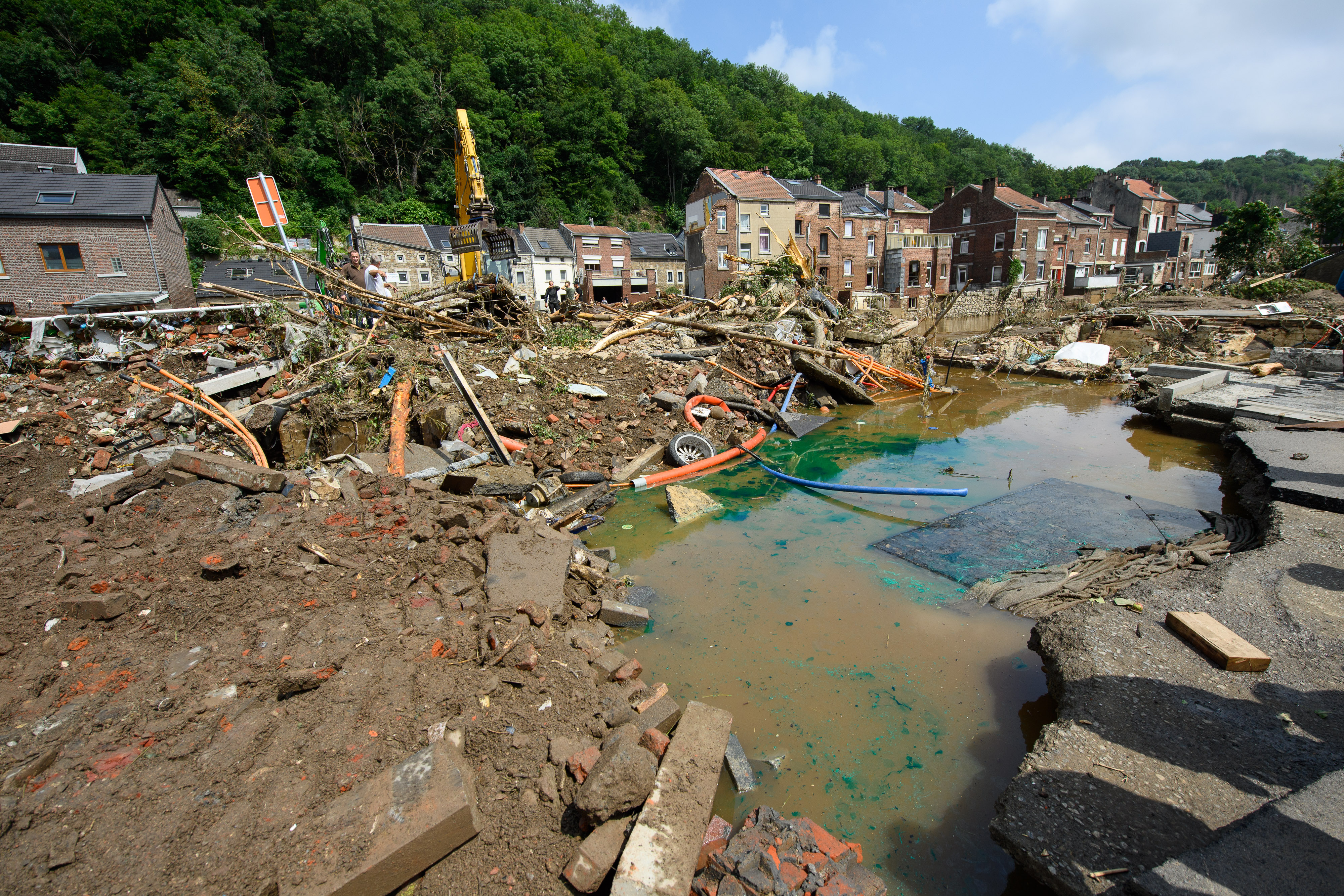
Dégâts en Belgique

Des inondations se produisent depuis le 13 juillet en Belgique en Région wallonne, en Région de Bruxelles-Capitale et en provinces de Limbourg et de Brabant flamand. De nombreux cours d'eau ont débordé comme la Meuse, la Vesdre, l'Ourthe, l'Amblève.
En plus d’importants dégâts matériels, 39 personnes ont perdu la vie au cours de cette inondation. Quarante communes sont rapidement reconnues en état de catastrophe naturelle dont Liège, Spa, Pepinster, Chaudfontaine, Rochefort, Verviers, Dinant, Durbuy, Theux, Trooz, Aywaille, Namur, Huy, La Louvière, Court-Saint-Etienne, Châtelet, Wavre, Grez-Doiceau, Hotton, Jalhay, Ham-sur-Heure-Nalinnes, Esneux, Philippeville et Couvin. Les réseaux de gaz et d'électricité connaissent de graves perturbations dans la province de Liège et l'eau de la distribution est impropre à la consommation dans plusieurs communes.
Comme les pompiers de la Province de Liège sont débordés, des pompiers d'Italie, du Nord de la France, des Pays-Bas et d'Autriche viennent pour aider à évacuer les sinistrés des maisons. Les dons affluent de toute la Belgique surtout et principalement de Wallonie dans les régions non-touchées ou moins touchées comme la région de Mons, de Bruxelles et dans le Hainaut Occidental.
Le 24 juillet, de nouvelles inondations frappent certaines communes de la province de Namur et du Brabant wallon.

### France
Le Grand Est est concerné par les fortes pluies. Les régions Hauts-de-France et Bourgogne-Franche-Comté ont également été touchées par des inondations locales. Selon Météo-France, entre le lundi 12 juillet 8 h et le vendredi 16 juillet 12 h, il est tombé 199 millimètres de pluie à Châtel-de-Joux (Jura), 160 mm à Plainfaing (Vosges), 159 millimètres au Fied (Jura) et 158 millimètres à Villers-la-Chèvre (Meurthe-et-Moselle).
Des communes comme Bar-le-Duc et Arbois ont été inondées et les habitants ont été invités à rester chez eux. Entre le département de Saône-et-Loire et celui du Jura, la Seille et la Brenne ont atteint le stade de la crue cinquantennale. Aucun décès n'a été signalé.

### Italie
Les intempéries ont également frappé le nord-est de l'Italie et ont causé des dommages aux cultures. Dans le Trentin-Haut-Adige, un arbre tombé a abîmé un téléphérique et plusieurs routes ont été endommagées, alors qu'en Vénétie, une personne est décédée.
Le mardi 28 juillet, l'Italie est frappée par de nouvelles inondations autour du lac de Côme qui provoquent des glissements de terrain.

### Luxembourg

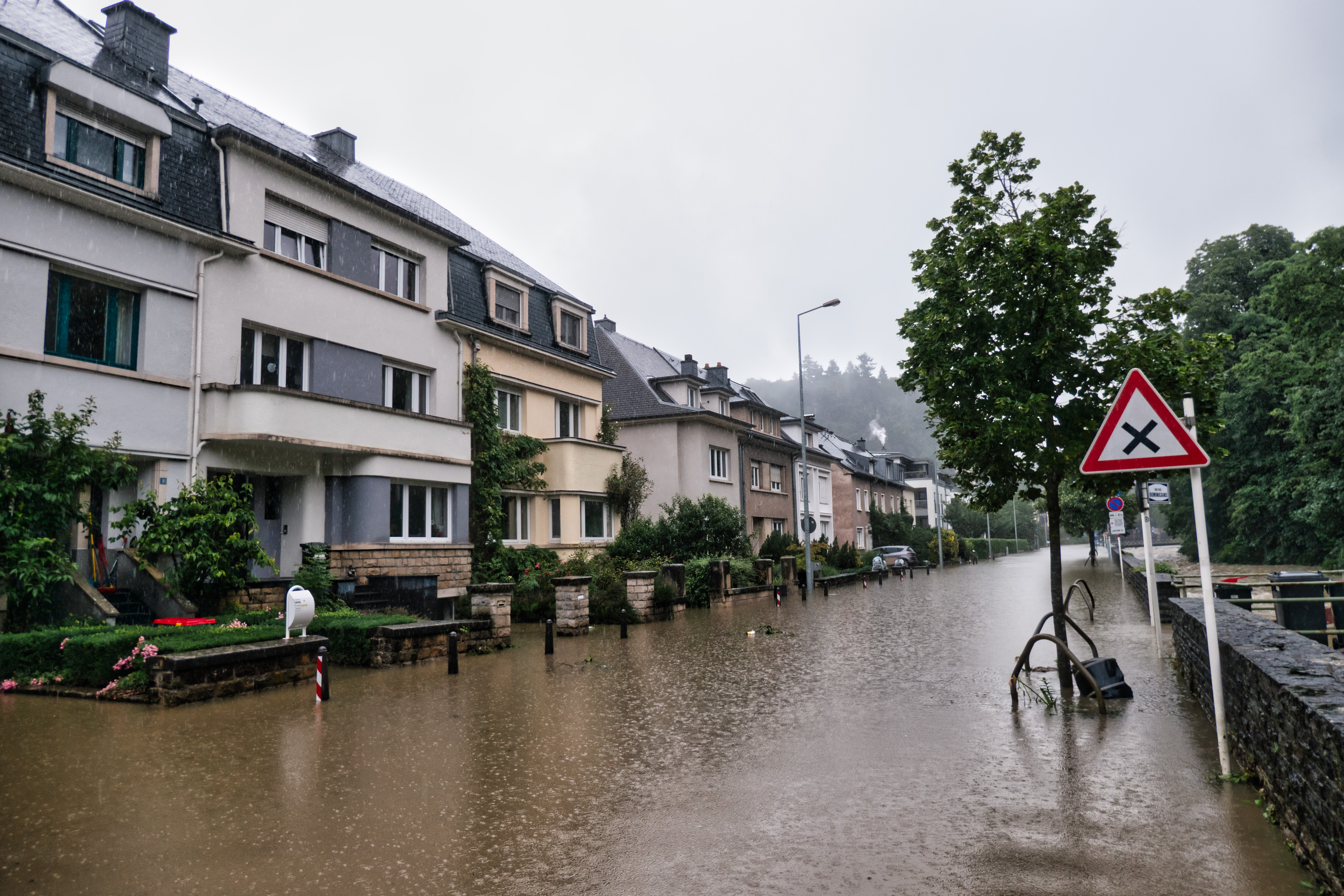
Inondation dans le quartier Clausen de Luxembourg.

Au Luxembourg, 2 000 personnes sont évacuées à Echternach et Rosport. De nombreuses maisons à Mersch, Beringen et Rollingen perdent leur accès à l'électricité. Le terrain de camping de Rosport doit être évacué d'urgence tôt jeudi matin[Quand ?]. Six personnes trouvent refuge au centre culturel d'Osweiler.

### Pays-Bas
L'Institut royal météorologique des Pays-Bas émet le 14 juillet une alerte rouge pour la province du Limbourg, car la Meuse atteint un record estival depuis plus d'un siècle et devait dépasser le 15 juillet les records d'hiver établis en 1993 et 1995. Une grande partie du reste des Pays-Bas reçoit un avertissement jaune de pluie le 15 juillet. Au 16 juillet, des évacuations massives commencent dans le Limbourg et 300 militaires étaient déployés.
Les précipitations dépassent 100 mm en une journée et 200 mm en trois jours, ce qui serait un événement unique dans un millénaire. En conséquence, le 16 juillet, une digue sur le canal Juliana se rompt, entraînant l'évacuation de plusieurs villages du Limbourg. Plus de 10 000 personnes sont évacuées à Venlo et dans les communes voisines de Belfeld, Steyl et Arcen le soir,. L'hôpital principal de Venlo est également évacué par mesure de précaution contre les inondations de la Meuse.
À la fin des inondations, les Pays-Bas ne recensent aucun mort. Les travaux d'aménagement dits De la place pour les rivières (nl) (en néerlandais : « Ruimte voor de rivier ») entrepris par la Rijkswaterstaat au début du XXIe siècle à la suite des inondations des années 1990 pour la bagatelle de 2,3 milliards d'euros sont largement applaudis.

### Roumanie
Dès le 20 juillet, de fortes pluies provoquent des inondations dans 29 localités des județs d'Alba, Brașov, Caraș-Severin, Dâmbovița, Dolj, Hunedoara, Iași, Maramureș, Mureș, Neamț, Prahova et Timiș. Dans le județ d'Alba, les pluies détruisent trois maisons et en endommagent gravement 20 autres à Ocoliș. Plus de 220 litres de précipitations par mètre carré (220 mm) sont tombés dans cette zone en cinq heures. Un orage de grêle touche également Cluj-Napoca dans la nuit du 19 juillet. L'avenue des Héros est complètement inondée, des voitures sont endommagées par la chute d'arbres, certains quartiers sont privés d'électricité et deux personnes sont blessées par des débris,. À Hândrești, județ de Iași, un homme de 47 ans est tué par une inondation.

### Royaume-Uni
Le 12 juillet, certaines parties du pays ont enregistré plus que le total mensuel moyen de précipitations en 24 heures. Des crues soudaines ont été signalées dans la région de Kew à Londres où il est tombé 48 mm, soit le troisième jour le plus pluvieux enregistré par cette station météorologique dans les annales. D'autres régions de Londres ont enregistré plus de 76 mm de pluie en 90 minutes.
La brigade des pompiers de Londres a reçu plus de 1 000 appels concernant des inondations, alors que les maisons étaient évacuées et que des voitures étaient submergées par les eaux en crue. Thames Water a reçu plus de 2 500 appels concernant des débordements d'eaux usées, déclarant que les précipitations avaient dépassé la capacité de conception de leur système d'égouts. Comme les précipitations les plus abondantes se sont produites près de la marée haute, cela a empêché les égouts qui se déversent dans la Tamise de se vider. La station de métro Sloane Square a été fermée après que les eaux eurent dévalé les escaliers jusqu'aux quais. Les stations de Chalk Farm, Hampstead et Wimbledon ont également été fermées en raison des inondations. Le service fut aussi réduit à la gare d'Euston, au terminus londonien de la West Coast Main Line et à travers les réseaux London Overground et Thameslink. Dans la nuit du 13 juillet, plus de 120 résidents de l'arrondissement royal de Kensington et Chelsea ont été placés dans des logements d'urgence en raison de graves inondations.
Ailleurs en Angleterre, des inondations ont été signalées dans la ville de Southampton, bloquant des routes et des voies ferrées.

### Suisse
Le 15 juillet, le service météorologique suisse a averti que les inondations dans le pays allaient s'aggraver au cours des jours suivants, équivalant potentiellement aux niveaux de l'« inondation du siècle » de 2005 et qu'il y avait un risque particulièrement élevé d'inondations sur le lac de Bienne, le lac de Thoune et le lac des Quatre-Cantons, ainsi qu'un risque de glissements de terrain. Ce jour-là, le niveau d'eau du lac des Quatre-Cantons a atteint le niveau d'avertissement le plus élevé.

### Turquie
La province de Rize, dans le nord-est de la Turquie, a été frappée par des inondations à partir du 15 juillet. Au 16 juillet, les autorités rapportaient six morts et deux personnes disparues. Plus d'une centaine de résidents ont été évacués. Les fortes pluies et les inondations ont détruit des routes et des ponts dans la région et endommagé des lignes électriques, isolant un certain nombre de villages.
Le président turc, Recep Tayyip Erdoğan, a visité la zone et annoncé qu'environ 2,1 millions $US en aide étaient prévus. Le gouvernement a déployé 2 860 personnes dans la région, dont 328 pour le sauvetage, et 705 véhicules.
Le 14 août, un nouveau bilan fait état de 51 morts et plusieurs personnes portées disparues à cause des inondations inédites dans le pays.

## Commentaires
Selon Jean-Pascal van Ypersele, ces inondations portent la marque du changement climatique et devraient nous inciter à décarboner nos sociétés. Selon Météo-France, bien que le passage de la goutte froide sur l’Europe ne dépende pas directement de ce changement climatique, en tant que phénomène connu et documenté de longue date, celui-ci a amplifié l'intensité des précipitations. Plus généralement, le réchauffement climatique aggrave la sévérité des événements météorologiques remarquables depuis quelques années.
Selon l'ONG Christian Aid (en), il s'agit de la deuxième catastrophe naturelle la plus coûteuse de l'année 2021 avec près de 43 milliards de dollars de pertes recensés en dégâts assurés.